# Polda 6
Polda 6 je česká videohra z roku 2014 a šestý díl populární herní série Polda. Hra byla vydána nečekaně a bez větší propagace v prosinci 2014, devět let po předchozím dílu. Produkoval a programoval ji Petr Svoboda. Nadabovali ji herci Luděk Sobota, Martin Dejdar, Jiří Lábus, Jiří Krampol, Miroslav Táborský, Jiří Mádl, Iva Pazderková, Valérie Zawadská a Bohdan Tůma. 

## Provedení
Polda 6 nepoužívá 3D renderovanou grafiku jako dva její předchůdci, ale 2D kreslené prostředí kombinuje s 3D kreslenými postavami. Grafiku produkoval airbrush výtvarník Karel Kopic, který se také podílel na adventuře Dreamland z roku 1999. Typickým pro sérii je humor s narážkami na všemožné osoby a místa. Hra obsahuje 35 lokací a 70 interaktivních postav. Přeložená byla do angličtiny a němčiny pod názvem: Detective Hayseed - Hollywood.

## Příběh
Šestý díl herní série Polda hráče tentokrát zavede do města Los Angeles, přesněji do jeho části Beverly Hills, kde byl ukraden zapečetěný seznam vítězů Oscara. Národní bezpečnostní rada složená z nejslavnějších ikon detektivního žánru (Sherlock Holmes, Columbo a Jessica Fletcherová) jsou však i mezi nominovanými. Prezident Barák Obama tak zavolá do vesnice Lupany o pomoc detektiva Pankráce. Parodované jsou také další známé osobnosti, Sylvester Stallone, Paris Hilton, Eddie Murphy, Wesley Snipes, David Hasselhoff, Rafael Nadal, Johnny Depp, Patrick Stewart, Anne Hathawayová a Jack Nicholson.

## Hodnocení
Hra byla ohodnocena servery BonusWeb.cz 60% a Games.cz 70%.